# Marcus Vinícius Neskau
Marcus Vinícius de Vasconcelos Ferreira conhecido como Marcus Vinícius Neskau (Barra do Piraí, 12 de fevereiro de 1973) é um político brasileiro, filiado ao Partido Renovação Democrática (PRD), Foi casado com Fabiana, irmã de Cristiane Brasil e filha de Roberto Jefferson.

## Biografia
Eleito com 39.192, o deputado Marcus Vinícius Vasconcelos é o 3º vice-presidente da Assembleia Legislativa do Rio e presidente regional do partido no Rio de Janeiro. Pai de três filhos, o jovem deputado está em seu terceiro mandato, é corretor de seguros e nascido no município de Barra do Piraí. Ex-secretário de Estado de Envelhecimento Saudável e Qualidade de Vida, de janeiro de 2013 a março de 2014, Marcus Vinícius geriu a pasta criada também neste período.
Marcus Vinícius assumiu o cargo pela primeira vez em abril de 2008, como suplente da bancada do PTB na Alerj, tendo exercido o mandato até março de 2010.
Marcus Vinícius Neskau foi eleito para um segundo mandato (2011-2014) como deputado estadual pelo Estado do Rio de Janeiro. Licenciou-se do cargo em janeiro de 2013 para assumir a secretaria estadual de Envelhecimento Saudável e Qualidade de Vida.
Elegeu-se deputado estadual no Rio de Janeiro em 2014 para o mandato 2015–2019.
Em abril de 2015, em polêmica votação, foi um dos parlamentares a votar a favor da nomeação de Domingos Brazão para o Tribunal de Contas do Estado do Rio de Janeiro, nomeação esta muito criticada na época. No dia 20 de fevereiro de 2017, foi um dos 41 deputados estaduais a votar a favor da privatização da CEDAE.
Em 17 de novembro de 2017 votou pela revogação da prisão dos deputados Jorge Picciani, Paulo Melo e Edson Albertassi, denunciados na Operação Cadeia Velha, acusados de integrar esquema criminoso que contava com a participação de agentes públicos dos poderes Executivo e do Legislativo, inclusive do Tribunal de Contas, e de grandes empresários da construção civil e do setor de transporte.
Nas eleições de 2018, Marcus Vinícius Neskau foi reeleito deputado estadual para a 12ª legislatura (2019–2023) da Assembleia Legislativa do Estado do Rio de Janeiro (Alerj). No pleito, como candidato do Partido Trabalhista Brasileiro (PTB), Marcus obteve 30.454 votos.

## Controvérsias

### Operação Furna da Onça
No dia 8 de novembro de 2018, Marcus Vinícius foi preso por policiais federais que cumpriam mandado de prisão temporária expedido pelo Tribunal Regional Federal da 2ª Região (TRF-2) no âmbito da Operação Furna da Onça. De acordo com o Ministério Público Federal, o parlamentar recebia mensalmente uma quantia de R$ 50 mil para que votasse na Assembleia Legislativa do Estado do Rio de Janeiro (Alerj) de acordo com os interesses do grupo político comandado pelo ex-governador Sérgio Cabral. A partir do dia 12 de novembro de 2018, o político passou a cumprir prisão preventiva após decisão do TRF-2 que considerou o risco de destruição de provas fundamentais para o prosseguimento das investigações. Outro alvo da operação foi Marcus Wilson Von Seehausen, ex-chefe do gabinete Marcus Vinícius na Alerj.
De acordo com o Ministério Público Federal (MPF), Marcus Vinícius Neskau também tinha influência para nomeações em postos do Detran-RJ situados no município fluminense de Petrópolis. As nomeações feitas pelo parlamentar eram para chefes de unidades, responsáveis pelas vistorias, e para assistentes. Os funcionários indicados para os postos também atuavam em campanhas políticas do político, garantindo-lhe votações expressivas em suas regiões de influência para nomeações. A disponibilização de cargos, tanto para Marcus Vinícius quanto para outros deputados estaduais, era feita em troca de votos favoráveis na Assembleia Legislativa do Estado do Rio de Janeiro (Alerj) aos projetos de interesse do Grupo Facility/Prol, vencedor dos contratos para fornecimento de mão de obra nos postos do Detran-RJ, cujo proprietário era o empresário Arthur César Soares na época em que Sérgio Cabral era governador do Rio de Janeiro.